# パタ

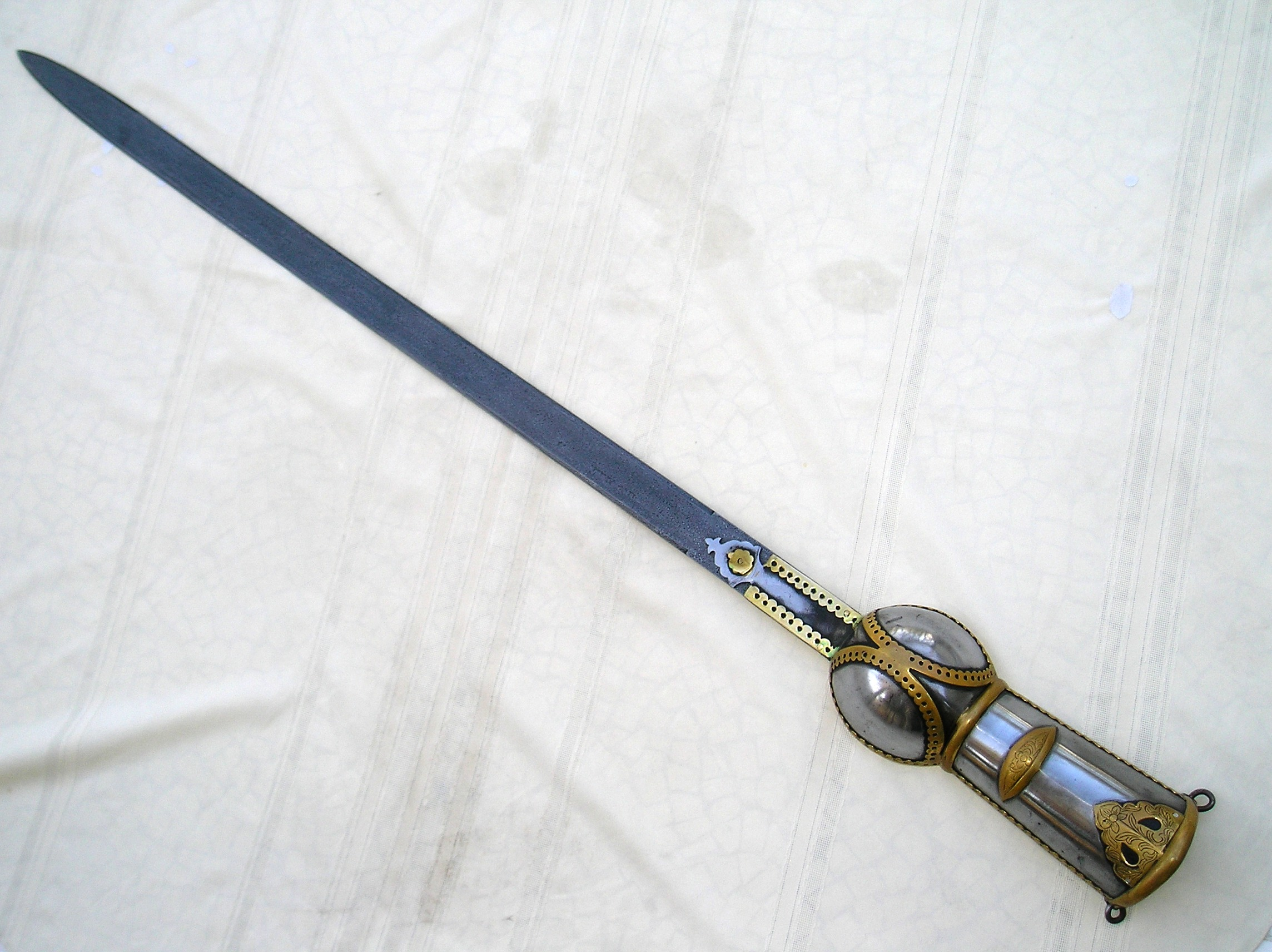
パタ

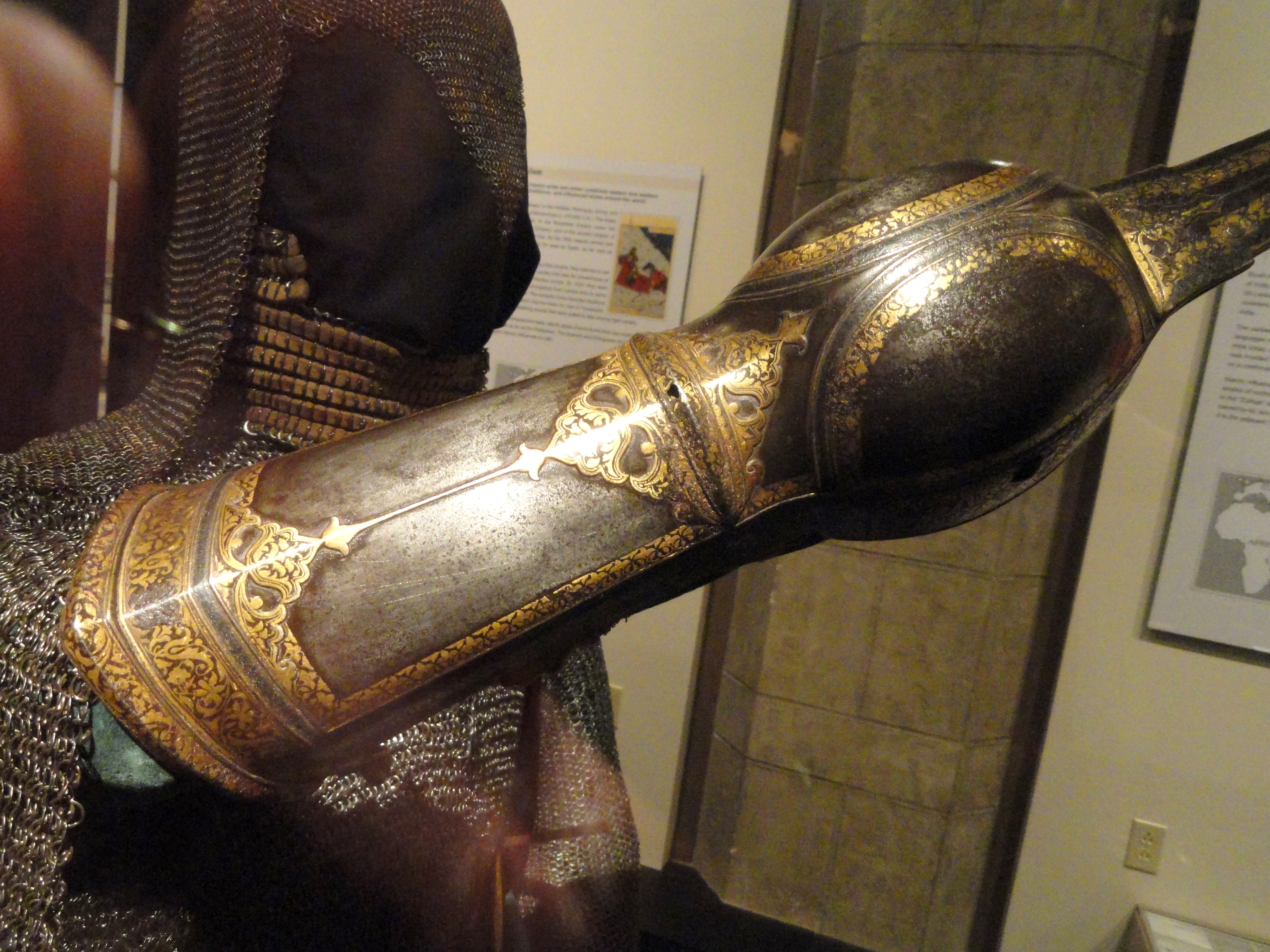
パタ

パタあるいはパッター（Pata, Patta　マラーティー語:पट्टा　転写：paṭṭā)は、武器（刀剣）の一種。インドのマハーラーシュトラ地方に住むマラーター族によって使われていた剣である。
構造はジャマダハルに酷似しており、前腕部、拳の外部を覆う篭手のような形状の装甲に剣身が取り付けられており、装甲内部には握りがある。
剣としての威力はとても高いが、手首の自由を奪われるために扱いがとても難しく、下手に使えば手首にかなりの負担が掛かる。
この武器の最高の使い手として信じられているのが、マラーター王国を建国した英雄シヴァージーである。

## 参考資料
- 『改訂増補 刀工総覧』川口陟・飯田一雄（校訂）　刀剣春秋新聞社・宮帯出版社（発売） ISBN 9784885830082
- 『金工事典』若山泡沫・飯田一雄（校訂）　刀剣春秋新聞社・宮帯出版社（発売） ISBN 9784885830174
- 『アイテム・コレクション』 安田均・グループSNE 富士見文庫 ISBN 9784829142271
- 『武器辞典』 市川定春 新紀元社 ISBN 9784883172795
- 『武器と防具・西洋編』 市川定春 新紀元社 ISBN 9784883172627
- 『武勲の刃』 市川定春・怪兵隊 新紀元社 ISBN 9784915146237
- 『刀剣甲冑手帳』 刀剣春秋編集部 編　刀剣春秋新聞社・宮帯出版社（発売） ISBN 9784863660632